# Calle del Arca
La calle del Arca es una vía pública de la ciudad española de Vitoria.

## Descripción
La vía, muy breve, conecta la plaza del Arca, que se forma en la confluencia de las calles de San Prudencio y de Eduardo Dato, con la calle de la Florida. El título lo recibió en el siglo XIII. Aparece descrita en la Guía de Vitoria (1901) de José Colá y Goiti con las siguientes palabras:

Calle del Arca.—Nombre primitivo. Se le dió este título en el siglo XIII. Principia en la plazuela formada por las calles de la Estación y de San Prudencio y termina en la calle de la Florida. En esta calle está el edificio de la Juventud Católica, cuya asociación se estableció en Villasuso el año 1870.
(Colá y Goiti, 1901, p. 24)

A lo largo de la historia, han tenido sede en la calle la Peña Taurina Vitoriana, la Coral Vitoriana, la Juventud Católica, el estudio de Ignacio Díaz de Olano, la imprenta de Domingo Sar y el taller del Heraldo Alavés.